# خيال علمي صعب

الخيال العلمي الصعب هو صنف من الخيال العلمي يتميز بالتركيز على التفاصيل العلمية أو التقنية، أو على الدقة العلمية، أو على كليهما. استعمل التعبير أول مرة في عام 1957 من قبل بيتر سكايلر ميلر في مراجعة لرواية جزر الفضاء بقلم جون وود كامبل الابن في مجلة الخيال العلمي المدهش.
التعبير المكمل له هو الخيال العلمي السهل (شكل بالقياس مع «خيال علمي صعب») ظهر أولا في أواخر السبعينات. أتى التعبير كقياس للاختلاف الشعبي بين «العلوم الصعبة» (الطبيعية) و«السهلة» (الاجتماعية). كلا التعبيرين لا يعتبران تصنيفا صارما — ولكنها طرق تقريبية في تشخيص القصص يجدها المراجعون والمعلقون مفيدة.
اليوم فإن تعبير «خيال علمي سهل» غالبا ما يستعمل للإشارة إلى قصص الخيال العلمي التي تفتقر إلى التركيز العلمي أو التمسك الصارم بالعلم المعروف. يمثل التصنيف «خيال علمي صعب» موقعًا على مقياس من «أنعم» إلى «أصعب»، وليس تصنيفًا ثنائيا.

## الصرامة العلمية

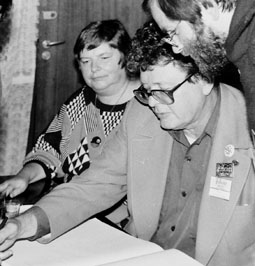
بول أندرسون خلال زيارة إلى بولندا – في بولكون 1985

يتحدد لب «الخيال العلمي الصعب» بعلاقة المحتوى العلمي ببقية القصة، وقد يرى بعض القراء أنها تتعلق بصعوبة أو صرامة العلم بنفسه. وهناك مطلب واحد في الخيال العلمي الصعب: يجب على القصة أن تكون دقيقة ومنطقية وموثوقة وصارمة في استعمالها للمعرفة التقنية والعلمية حول ظاهرة أو سيناريو أو حالة تكون محتملة الحدوث عمليا أو نظريا، لا يخالف ذكر اكتشافات مستقبلية بالضرورة الصرامة العلمية. على سبيل المثال، فإن رواية شلال غبار القمر عام 1961 بقلم آرثر سي كلارك تعتبر من فرع الخيال العلمي الصعب،  ويبقى التعريف صحيحا رغم أن أهم عناصر القصة، وهو وجود كميات كبيرة من «غبار القمر» في الحفر القمرية، هو أمر يعرف أنه غير صحيح الآن.
هناك درجة من المرونة للمدى الذي تبتعد فيه القصة عن «العلم الحقيقي» قبل أن تترك عالم الخيال العلمي الصعب. يتفادى بعض المؤلفين أفكار مثل السفر بسرعة الضوء، بينما يقبل آخرون هذه الأفكار (ويسمونها أحيانا «أدوات تمكينية»، بما أنها تسمح بتقديم مسار القصة) لكن يتم تصوير العالم بنوع من الواقعية يسمح لمثل هذه التقنية بالحدوث. من هذا المنظور، فإن صعوبة العلم في القصة هي مسألة صرامة واتساق تحسب ضمنها الأفكار والإمكانيات المختلفة أكثر منها مسألة دقة مطلقة للمحتوى العلمي.
قراء «الخيال العلمي الصعب» يحاولون في الغالب أن يعثروا على الأخطاء في القصص، وهي عملية يقول عنها غاري وستفال أن الكتاب يسمونها «اللعبة». على سبيل المثال فقد رأت مجموعة في معهد ماساتشوستس للتقنية أن كوكب مسكلين، في رواية مهمة الجاذبية عام 1953 بقلم هال كليمنت، به حافة حادة في خط الاستواء، وحسب فريق في مدرسة ثانوية في فلوريدا عن رواية عالم الحلقات عام 1970 بقلم لاري نيفن، أن التربة الفوقية ستنزلق إلى البحار بعد بضعة آلاف من السنين. عرض نفس الكتاب خطأ كبيرا: فعالم الحلقات الرمزي لا يقع في مدار مستقر وسيتحطم داخل الشمس بدون استقرار فاعل. أصلح نيفن هذا الخطأ في التكملة، «مهندسو عالم الحلقات».

## أعمال نموذجية
الأعمال مرتبة حسب تاريخ النشر:

### قصص قصيرة
- هال كليمنت، «حس غير سليم» (1945)
- جيمس بليش، «توتر سطحي» (1952)، (الكتاب الثالث من سلسلة النجوم الشتلات [1957])[11]
- توم غودوين، «المعادلات الباردة» (1954)[11]
- باول أندرسون، «كايري» (1968)[11]
- فريديريك بول، «اليوم مليون» (1971)[11]
- لاري نيفن، «القمر المتقلب» (1971)، «رجل الحفرة» (1974)[11]
- غريغ بير، «الظلال» (1986)[11]
- جفري لانديس، «مشية في الشمس» (1991)[12]
- فرنور فينج، «أوقات سريعة في ثانوية فيرمونت» (2001)[12]

### روايات
- هال كليمنت، مهمة الجاذبية (1953)[11]
- آرثر سي كلارك، سقوط غبار القمر (1961)[5]، موعد مع راما (1972)
- ستانيسواف لم، سولاريس (1961)
- باول أندرسون، تاو زيرو (1970)
- جيمس باتريك هوغان، وجهان للغد (1979)[5]
- روبرت لول فوروارد، بيضة التنين (1980)[13]
- ستيفن باكستر، الحلقة (1996)
- تشارلز شيفيلد، بين ضربات الليل (1985)[5]
- كيم ستانلي روبنسون، ثلاثية المريخ (المريخ الأحمر (1992)، المريخ الأخضر (1993)، المريخ الأزرق (1996))[14][15]
- بن بوفا، سلسلة الجولة الكبرى (1992-2009)
- نانسي كريس، شحاذون في إسبانيا (1993)[12]
- غريغ إيغان، سلم شيلد (2002)[16]
- بول ماكولي، الحرب الهادئة (2008)

### أنمي/ مانغا
- ماكوتو يوكيمورا، بلانيتيس (1999, 2004)
- Yukinobu Hoshino, 2001 Nights (1984, 1986)

## قراءات أخرى
- On Hard Science Fiction: A Bibliography, originally published in Science Fiction Studies #60 (July 1993).
- David G. Hartwell, "Hard Science Fiction,", Introduction to The Ascent of Wonder: The Evolution of Hard Science Fiction, 1994, ISBN 0-312-85509-5
- Kathryn Cramer's chapter on hard science fiction in The Cambridge Companion to SF, ed. Farah Mendlesohn & Edward James.
- Gary Westfahl (28 فبراير 1996). Cosmic Engineers: A Study of Hard Science Fiction (Contributions to the Study of Science Fiction and Fantasy). Greenwood Press. ISBN:0-313-29727-4. مؤرشف من الأصل في 2021-03-08.{{استشهاد بكتاب}}:  صيانة الاستشهاد: التاريخ والسنة (link)
- A Political History of SF by إريك ريموند
- The Science in Science Fiction by بريان ستابلفورد، ديفيد لانجفورد، & Peter Nicholls  [لغات أخرى]‏ (1982)

## وصلات خارجية
- Kheper Realism scale
- The Ascent of Wonder by David G. Hartwell & Kathryn Cramer. Story notes and introductions.
- Hard Science Fiction Exclusive Interviews
- The Ten Best Hard Science Fiction Books of all Time, selected by the editors of MIT's إم آي تي تكنولوجي ريفيو، 2011
- Science Fiction Stories with Good Astronomy & Physics: A Topical Index